# Глазуновка (Росія)
Глазуновка (рос. Глазуновка) — смт у Глазуновському районі Орловської області Російської Федерації.
Населення становить 5118 осіб. Входить до муніципального утворення міське поселення Глазуновка.

## Історія
Населений пункт розташований у межах Чорнозем'я. 13 червня 1934 року після ліквідації Центрально-Чорноземної області населений пункт увійшов до складу новоствореної Курської області.
З 27 вересня 1937 року район у складі новоствореної Орловської області.
Від 2013 року входить до муніципального утворення міське поселення Глазуновка.

## Населення
| 1939  | 1959  | 1970  | 1979  | 1989  | 2002  | 2009  |
| ----- | ----- | ----- | ----- | ----- | ----- | ----- |
| 857   | ↗2708 | ↗5608 | ↗6406 | ↗7025 | ↘6756 | ↘6469 |
| 2010  | 2012  | 2013  | 2014  | 2015  | 2016  | 2017  |
| ↘5939 | ↘5747 | ↘5624 | ↘5556 | ↘5540 | ↘5461 | ↘5378 |
| 2018  |       |       |       |       |       |       |
| ↘5321 |       |       |       |       |       |       |